# Биназар
Биназар (каз. Биназар, до 199? г. — Коминтерн) — село в Мойынкумском районе Жамбылской области Казахстана. Административный центр и единственный населённый пункт Биназарского сельского округа. Код КАТО — 315634100.

## Население
В 1999 году население села составляло 1300 человек (672 мужчины и 628 женщин). По данным переписи 2009 года, в селе проживало 1377 человек (724 мужчины и 653 женщины).